# 廖仲謙
廖仲謙（Jerry Liu Chung Him，1987年8月19日—）是香港電視節目《超級巨聲3》冠軍，《2011年度TVB全球華人新秀歌唱大賽》季軍。先後畢業於順利天主教中學、香港教育學院及阿得雷德大學。入行前曾經在天主教聖多默幼稚園及觀塘翠屏邨的東華三院黃士心幼稚園（實習）任教。

## 簡歷
廖仲謙在《超級巨聲3》比賽期間一直表現出色，多次獲評判讚揚，在多個回合取得最高分數，被稱為高分王。其中，在第5集「偶像巨聲挑戰賽（上）」與林欣彤合唱一曲《屋頂》，獲得全晚最高21分。其後，在第8集「世紀金曲生死戰（下）」中以一曲張敬軒的《我的天》拿下節目開播以來的最高分23分，並且平了第一屆中何紫慧的紀錄。最後，於第16集決賽「終極決戰」第三回合中取得173.6的累積高分，以2分優勢力壓對手馮允謙獲得冠軍，也成爲超級巨聲史上首位冠軍隊長。
2012年，廖仲謙代表香港參與無綫電視自辦的《2011年度TVB全球華人新秀歌唱大賽》取得季軍。其後於TVB擔任過主持工作、演員工作。2014年後廖仲謙離開無線電視並淡出娛樂圈，及後到澳洲阿得雷德大學修讀工商管理碩士(MBA)課程。2016年畢業後涉足財經界，加入中國資本下第一上海，職位為證劵銷售部副總裁。不過同屆超級巨聲亞軍和季軍得主馮允謙和譚嘉儀至今仍然活躍於娛樂圈當中。

## 歌曲

### 2012年
- 《Let's Go Celebrate》（與超級巨聲群星合唱）（《Supervoice》新年版）

### 2019年
- 《再見不再見》（首支單曲）（《自癒三部曲》首篇）

## 派台歌曲成績
| 派台歌曲上榜最高位置 | 派台歌曲上榜最高位置 | 派台歌曲上榜最高位置 | 派台歌曲上榜最高位置 | 派台歌曲上榜最高位置 | 派台歌曲上榜最高位置 | 派台歌曲上榜最高位置 |
| -------------------- | -------------------- | -------------------- | -------------------- | -------------------- | -------------------- | -------------------- |
| 唱片                 | 歌曲                 | 903                  | RTHK                 | 997                  | TVB                  | 備註                 |
| 2019年               |                      |                      |                      |                      |                      |                      |
|                      | 再見不再見           | -                    | -                    | -                    | -                    |                      |

| 各台冠軍歌總數 | 各台冠軍歌總數 | 各台冠軍歌總數 | 各台冠軍歌總數 | 各台冠軍歌總數    |
| -------------- | -------------- | -------------- | -------------- | ----------------- |
| 903            | RTHK           | 997            | TVB            | 備註              |
| 0              | 0              | 0              | 0              | 四台冠軍歌總數：0 |

- （*）表示歌曲仍在該榜上

## 演出

### 電視節目

#### 2011年
- 8月14日起：無線電視「超級巨聲3」
- 7月20日起：無線電視J2「巨聲工房」
- 10月28日：無線電視「勁歌金曲」（與超級巨聲3八強選手）
- 12月23日：無線電視「勁歌金曲」（擔任「勁歌軍團」成員）
- 12月24日：無線電視「聖誕巨聲大作戰 （页面存档备份，存于）」

#### 2012年
- 1月1日、1月8日、1月29日、11月25日及12月2日：無線電視J2「Music Café」（與超級巨聲3三強）
- 1月7日、1月28日：無線電視J2「360˚」（與巨聲幫）
- 2月18日：無線電視TVB8「2011年度TVB全球華人新秀歌唱大賽」
- 5月17日：無線電視J2 「譚詠麟&杜麗莎Party2ogether」（擔任嘉賓主持）
- 8月17日：無線電視翡翠臺 「都市閑情」（擔任嘉賓）
- 12月27日、12月28日：廣東省 省港歡樂斗歌會

#### 2013年
- 4月4日：無線電視J2 錄影music cafe

### 電影

#### 2012年
- 2012我愛香港喜上加囍

#### 2013年
- 2013我愛HK 恭喜發財

### 電視劇

#### 2013年
- 熟男有惑 飾 Jacobs

#### 2014年
- 再戰明天 飾 鄭安迪（青年）

### 網台

#### 2019年至現在
- 丘品創作【娛樂台直播】《怪談 見異思遷》靈界真相獨立調查委員會（第一季）男主持（第一季2020年7月16日完結）
- 怪壇【怪壇異點靈】男主持（2020年7月21日-）
- 怪壇【可是我有音樂與啤酒】男主持（2020年8月2日-）

### 活動

#### 2011年
- 10月30日：尖沙咀海港城《超級巨聲3》拉票活動
- 11月12日：TVB《巨聲吹水同樂會》
- 12月25日：Christmas Show
- 12月31日：尖沙咀海港城 3D投射奇幻匯演倒數迎2012

#### 2012年
- 1月25日：沙田馬場壬辰龍年“農歷新年賽馬日”
- 2月11日：mikiki商場活動
- 2月12日：樂富廣場 Love Love巨聲音樂會
- 2月18日：TVB 2011年度全球華人新秀歌唱大賽
- 3月18日：香港體育館中國銀行第55屆體育節開幕典禮
- 8月19日：荃灣廣場 香港小姐記者招待會
- 8月30日：慧妍雅集-愛心傾城30年（表演跳舞）
- 9月24日：TVB翡翠名曲匯
- 11月11日：黃大仙區關顧學障周2012啟動禮暨嘉年華
- 12月31日：沙田公園 除夕倒數嘉年華

#### 2013年
- 1月6日：公益金百萬行
- 4月4日：TVB Music Cafe
- 5月5日：擔任香港專業進修學校（何文田分校）歌唱比賽評判、表演嘉賓
- 5月11日：出席2013 電視廣告活動（西九龍中心）

## 傳媒專訪
- 2011年11月29日：廖仲謙巨聲3奪冠女友失言
- 2011年12月26日：廖仲謙望盡快出唱片
- 2012年7月25日：東周刊專訪 《甲籽園教育中心訪問》
- 2012年7月27日：廖仲謙巨聲冠軍多人關注
- 2013年4月2日：新地周刊訪問《為名校生惡補中文》
- 2013年5月19日：TVB週刊《2013 TVB 最受歡迎電視廣告大獎 從速投票》

## 獎項
- 2011年：《超級巨聲3》冠軍及「我最喜愛巨聲金曲」第2名－《我的天》

| 集數 | 比賽主題             | 參賽歌曲                               | 原唱者             | 分數     | 備註                                     |
| ---- | -------------------- | -------------------------------------- | ------------------ | -------- | ---------------------------------------- |
| 01   | 巨聲初歌             | 《說不出的告別》                       | 林志炫             | 19/25    | 三選一P.k勝姚雪瑩、林麗詩晉級 本集最高分 |
| 03   | 唱說巨聲故事（下）   | 《沒那麼簡單》                         | 黃小琥             | 20/25    | 本集最高分                               |
| 04   | 超級巨聲新勢力       | 《My Way》、《世上只有》               | 張敬軒、容祖兒     | 16/25    | 與鄭沅頤、張祖銘合組校園巨聲             |
| 05   | 偶像巨聲挑戰賽（上） | 《屋頂》                               | 吳宗憲、溫嵐       | 21/25    | 與林欣彤合唱 本集最高分                  |
| 08   | 世紀金生死戰（下）   | 《我的天》                             | 張敬軒             | 23/25    | 本集最高分 平了本系列中何紫慧的紀錄      |
| 09   | 決戰巨聲幫（上）     | 《專屬天使》、《童話》、《最幸福的事》 | Tank、光良、梁文音 | 79.4/100 | 與鄭仲恆、王子豪和王子杰勝一幫           |
| 11   | 八強決定戰           | 《雨天》                               | 孫燕姿             | 86.8/100 | 三選一P.k勝崔航晉級                      |
| 12   | 八強對唱淘汰戰       | 《燃燒》                               | 孫楠               | 83/100   | 敗李家聰進入淘汰區                       |
| 13   | 最強越級挑戰賽（上） | 《帶我走》                             | 楊丞琳             | 82.6/100 | 勝胡鴻鈞晉級                             |
| 15   | 決戰前夕             | 《帶我走》                             | 楊丞琳             | —        | —                                        |
| 16   | 決賽—終極決戰        | 《黃金時代》                           | 陳奕迅             | 29%      | 本回合沒有評分 評審心水晉級              |
| 16   | 決賽—終極決戰        | 《如果沒有你》                         | 莫文蔚             | 87.8/100 | 本回合最高分晉級                         |
| 16   | 決賽—終極決戰        | 《掉了》                               | 張惠妹             | 85.8/100 | 總分173.6，獲得冠軍                      |

- 2012年：2011年度《TVB全球華人新秀歌唱大賽》季軍

## 外部連結
- 《超級巨聲3》官方網站 （页面存档备份，存于）
- 廖仲謙的Youbute頻道 （页面存档备份，存于）